# Parking des Célestins
Pour les articles homonymes, voir Célestins (homonymie).
Le parking des Célestins, souvent nommé parc des Célestins, est un parking souterrain situé à Lyon en France. Il se trouve sous la place des Célestins, dans le 2e arrondissement de la ville. Ce parking, dont la construction s'est achevée en 1994, a été primé pour sa conception originale pour l'époque, laissant une grande place à l'intervention artistique.

## Conception

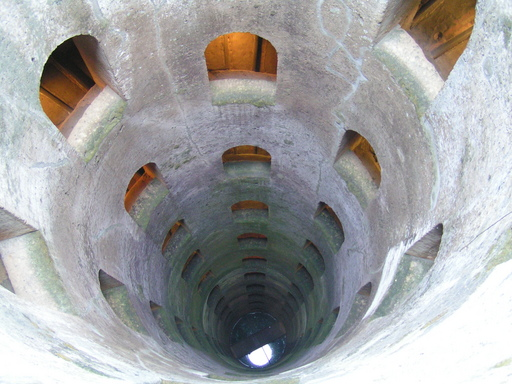
Le puits de saint Patrice à Orvieto, en Italie, construit en 1527 ; la ressemblance entre cet escalier en double spirale qui permettait à des mules de descendre dans le puits en sens unique et la conception de la double hélice centrale du parking est frappante.

Le parking a été conçu par les architectes Michel Targe et Jean-Michel Wilmotte. La conception semble avoir été inspirée des puits toscans. L'intervention de Targe vient répondre aux enjeux définis en 1991 par Serge Guinchard, président de Lyon Parc Auto, qui en 1991 indiquait avoir « encouragé une démarche originale visant à faire descendre l'art contemporain dans les parkings ».
La place des Célestins, au-dessus du parking, a été en partie réaménagée à cette occasion ; Daniel Buren, artiste mandaté pour cette opération publique, intègre une sorte de périscope permettant d'avoir une vue plongeant au milieu de l'hélice du parking, installation baptisée « Sens dessus dessous ».
La signalétique est l’œuvre du designer Yan Pennor's, comme dans tous les parkings construits et gérés par Lyon Parc Auto.

## Construction
Le parking des Célestins vient remplacer un parking préexistant, de moindres dimensions, profond de deux niveaux seulement.
La construction se déroule après des fouilles archéologiques dites « de sauvetage » entre 1992 et 1994 ; les fouilles montrent que cet emplacement a fait l'objet d'une occupation humaine continue depuis le IIe siècle. Les travaux sont l’œuvre d'une entreprise italienne, Dioguardi-France, pour le gros œuvre, les parois moulées de 83 cm d'épaisseur étant réalisées par Solétanche-Bachy. L'ouverture au public a lieu le 8 décembre 1994. Les travaux ont coûté 54 370 000 francs de 1994.
Comme les trois autres parkings construits à la même époque par Lyon Parc Auto sur la Presqu'île de Lyon — à savoir le parc de la Bourse, celui des Terreaux et le parc République — la construction du parking des Célestins se fait dans un contexte géologique et hydrogéologique particulier. La nappe d'accompagnement du Rhône et de la Saône dans les couches superficielles et la puissante nappe phréatique baignant les terrains alluvionnaires sablo-graveleux obligent à réaliser une paroi étanche, ancrée dans le substratum rocheux relativement étanche de la « molasse » lyonnaise. De plus, le niveau des crues augmente la potentielle pression de l'eau sur les parois du parking.
Par l'emploi de la technique de l'enceinte étanche par paroi moulée durant le chantier, le parking des Célestins fait partie des premiers parkings enterrés lyonnais à dépasser les deux niveaux enterrés ; auparavant, la technique de pompage pendant le chantier ne permettait en effet pas d'épuiser la nappe à des profondeurs excédant 1,5 m sous la nappe phréatique. Une fois la paroi étanche réalisée, le travail est réalisé en taupe.

## Organisation et services
L'accès des véhicules se fait par la rue Gaspard-André ; la rampe de sortie débouche rue Charles-Dullin. Quant à l'entrée des piétons, elle se fait dans un angle de la place des Célestins. Il dessert notamment le théâtre des Célestins, ainsi que les rues commerçantes alentour.
Le parking s'organise sur 6,5 niveaux et offre environ 440 places de stationnement. Il s'agit d'un parking circulaire de 51 m de diamètre, inscrit dans une place carrée de 60 m de côté. Le puits fait 22 m de profondeur. Le vide central a grandement facilité la ventilation du parking.

## Distinctions
À la suite de l'opération de rénovation achevée en 1994, le parking obtient en 1996 le trophée « EPA Award » 1996, décerné par l'European Parking Association en congrès à Budapest. Cette opération est considérée comme une initiative originale, à l'origine d'un mouvement à l'échelle européenne de valorisation des parcs de stationnement. L'agence néerlandaise de l'architecte Rem Koolhaas a en particulier suivi cet exemple lyonnais.
Le parking est encore reconnu pour son esthétique par le Daily Mail en 2013, qui le cite parmi les « dix parkings les plus cools au monde ».

### Vidéographie
- [vidéo] L'Art du parking [ Die neuen Parhaüsern ], de Michael  Trabitzsch, dans Séduction en sous-sol [« Der Glamour des Abstellraumes »], vol. 1, de ZDF, 2009, 26 min [présentation en ligne] : diffusé sur Arte en juillet 2012